# Naketano
Die Naketano GmbH ist ein Modeunternehmen mit Sitz in Essen. Die Firma war in den 2010er Jahren bekannt für ihre Kapuzenpullover und Jacken, stellte aber trotz wirtschaftlichen Erfolgs unter ungeklärten Umständen zum Jahresende 2018 die Produktion ein. Ende 2023 kündigte Naketano auf der eigenen Homepage ihre Rückkehr an. Am 3. Dezember erschien eine neue Kollektion.

## Kollektionen
Im Jahr 2006 erschien die erste Streetwear-Kollektion von Naketano, die sich damals und in den Folgejahren noch ausschließlich an Frauen richtete. Prägender Gedanke war es, „Lieblingsteile“ zu produzieren. Alltagstaugliche Kapuzenpullover mit dicken Kordeln und Kunstleder-Aufnähern waren zuletzt prägend für das Erscheinungsbild der Marke, die ihre Kollektionen dann auch für beide Geschlechter produzierte. Mit dem Verzicht auf tierische Bestandteile vermarktete Naketano seine Produkte auch als vegan. Die Marktpositionierung erfolgte mit hohem Qualitätsanspruch und nur geringfügigem Preisunterschied zu großen Wettbewerbern wie H&M oder Zara.
Teil der Marketingstrategie und Grund für öffentliche Kritik waren die Produktnamen, die Naketano für seine Kollektion verwendete. Provokante Namensgebungen wie „Muschiflüsterer“, „Dirty Bitch Yeah“ oder „Gespreizt wie gereizt“ führten zum Vorwurf des Sexismus an die Marke. Naketano ging auf diese Kritik nicht ein, sondern verwies allgemein auf die künstlerische Freiheit. Oft waren diese Namen allerdings für die Kunden gar nicht ersichtlich, da die entsprechenden Bezeichnungen im Handel nur versteckt oder bei Online-Bestellungen auch gar nicht angegeben waren.

## Einstellung des Geschäftsbetriebs
Zum Jahreswechsel 2017/2018 teilte das Unternehmen seinen Geschäftspartnern mit, dass die Herbst-Winter-Kollektion 2018 die letzte sei und zum Jahresende 2018 der Vertrieb eingestellt werde. Da die Marke ausweislich der veröffentlichten Geschäftsberichte hochprofitabel war und keine Begründung für die Geschäftseinstellung genannt wurde, stieß diese auf breite Verwunderung sowohl in der Branche als auch bei den Kunden. In Presseberichten wurde als möglicher Grund für die Einstellung des Geschäftsbetriebs Rechtsstreitigkeiten mit einem früheren Geschäftspartner benannt. Dieser Rechtsstreit wurde beigelegt. Der Vertrieb wurde wie angekündigt zum Jahresende 2018 eingestellt. Ende 2023 kündigte Naketano auf der eigenen Homepage ihre Rückkehr an. Am 3. Dezember erschien eine neue Kollektion.
Teile des Teams von Naketano betreiben seit 2021 ein neues Modelabel mit dem Namen FLI PAPIGU.